# Géorgie aux Jeux olympiques d'été de 2016
La Géorgie participe aux Jeux olympiques d'été de 2016 à Rio de Janeiro au Brésil du 5 août au 21 août. Il s'agit de sa 6e participation à des Jeux d'été.

## Médaillés
| Médaille | Nom                      | Sport                | Compétition            | Date    |
| -------- | ------------------------ | -------------------- | ---------------------- | ------- |
| Or       | Lasha Talakhadze         | Haltérophilie        | Plus de 105 kg hommes  | 16 août |
| Or       | Vladimer Khinchegashvili | Lutte libre          | Moins de 57 kg hommes  | août    |
| Argent   | Varlam Liparteliani      | Judo                 | Moins de 90 kg hommes  | 10 août |
| Bronze   | Irakli Turmanidze        | Haltérophilie        | Plus de 105 kg hommes  | 16 août |
| Bronze   | Lasha Shavdatuashvili    | Judo                 | Moins de 73 kg hommes  | 8 août  |
| Bronze   | Shmagi Bolkvadze         | Lutte gréco-roamaine | Moins de 66 kg hommes  | août    |
| Bronze   | Geno Petriashvili        | Lutte libre          | Moins de 125 kg hommes | août    |

- Source L'Équipe[2]

## Athlétisme

### Homme

#### Course
| Athlètes              | Compétitions | Série | Série | Demi-Finales | Demi-Finales | Finale  | Finale |
| --------------------- | ------------ | ----- | ----- | ------------ | ------------ | ------- | ------ |
| Athlètes              | Compétitions | Temps | Rang  | Temps        | Rang         | Temps   | Rang   |
| Daviti Kharazishvilli | Marathon     | NC    | NC    | NC           | NC           | 2:20:47 | 72e    |

#### Concours
| Athlètes         | Compétitions     | Série    | Série | Finale   | Finale  |
| ---------------- | ---------------- | -------- | ----- | -------- | ------- |
| Athlètes         | Compétitions     | Résultat | Rang  | Résultat | Rang    |
| Bachana Khorava  | Saut en longueur | 7,77m    | 19e   | Éliminé  | Éliminé |
| Lasha Torgvaidze | Triple saut      |          |       | Éliminé  | Éliminé |
| Benik Abrahamyan | Lancer du poids  | 18,72m   | 31e   | Éliminé  | Éliminé |

## Natation
| Athlète           | Épreuve     | Séries  | Séries | Demi-finales | Demi-finales | Finale   | Finale   |
| Athlète           | Épreuve     | Temps   | Rang   | Temps        | Rang         | Temps    | Rang     |
| ----------------- | ----------- | ------- | ------ | ------------ | ------------ | -------- | -------- |
| Irakli Revishvili | 400 m libre | 4:00,56 | 45e    | NC           | NC           | Éliminée | Éliminée |